# I cowboys del deserto
I cowboys del deserto (Go West) è un film commedia dei fratelli Marx del 1940.
La regia è affidata ad Edward Buzzell già dietro la macchina da presa con Tre pazzi a zonzo del 1939.

## Trama
S. Quentin Quale si sta recando all'ovest in cerca di fortuna. Alla stazione incontra Joseph e Rusty Panello, due fratelli semplici ma molto ingegnosi che, volendo recarsi anch'essi all'ovest per diventare cercatori d'oro, sottraggono tutti i soldi in possesso del povero Quale con la truffa da un dollaro.
Una volta raggiunto l'ovest i due stringono amicizia con il vecchio Dan Wilson la cui proprietà, Dead Man's Gulch, è completamente povera del prezioso metallo giallo. Joseph e Rusty comprano la proprietà in cambio di dieci dollari. Né il vecchio né i due sono a conoscenza del fatto che intanto Terry Turner, ossia il fidanzato della figlia di Dan (figlio di un rivale di vecchia data del vecchio) sta vendendo il terreno alle ferrovie per trarre finalmente un guadagno da quella terra improduttiva e ingraziarsi così il favore di Dan e sposarne finalmente la bella figlia.
Tuttavia, la già complicata serie di equivoci viene peggiorata dal malvagio Mr. Beecher, che vuole impedire il proficuo accordo con le ferrovie. Toccherà ovviamente a Quale, Joseph e Rusty unire le forze per salvare la situazione e permettere ai due giovani di sposarsi.